# Copargo
Copargo est une commune située dans le département de la Donga à l'ouest du Bénin, à proximité de la frontière avec le Togo.

## Situation géographique
Elle est délimitée au nord par les communes de Natitingou et de Kouandé, au sud par celles de Ouaké, de Djougou, à l'est par la commune de Djougou, à l'ouest par la République du Togo .

## Géographie

### Relief
Copargo est traversé par la chaîne de l'Atacora dont le point le plus haut dans ce département est le mont Tanéka qui culmine à 654 mètres.

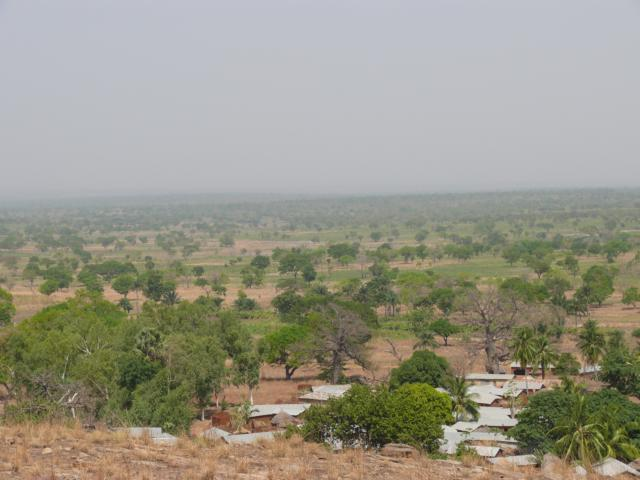
Paysage de Copargo

### Végétation

Spécimens collectés à Copargo.
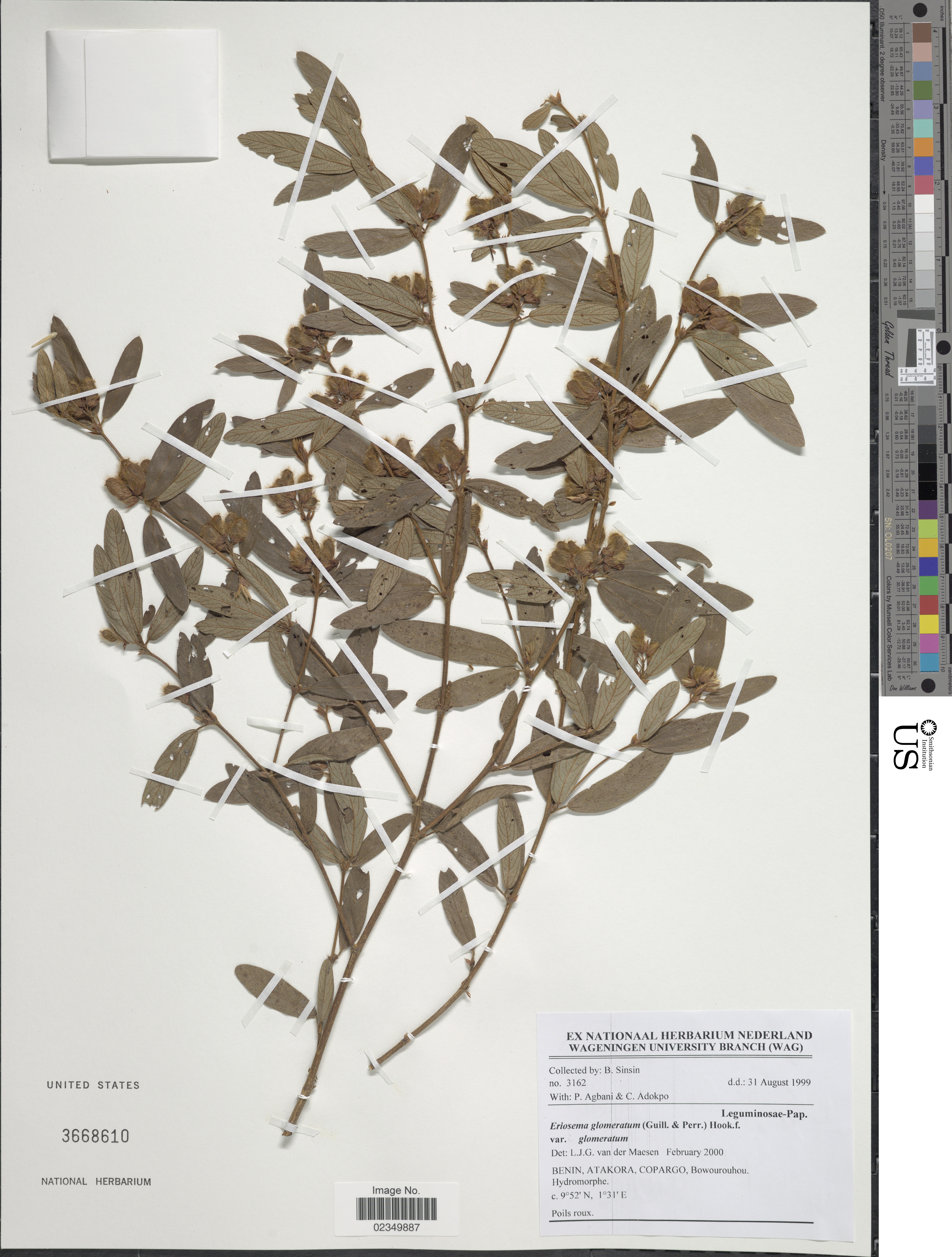
Eriosema glomeratum.
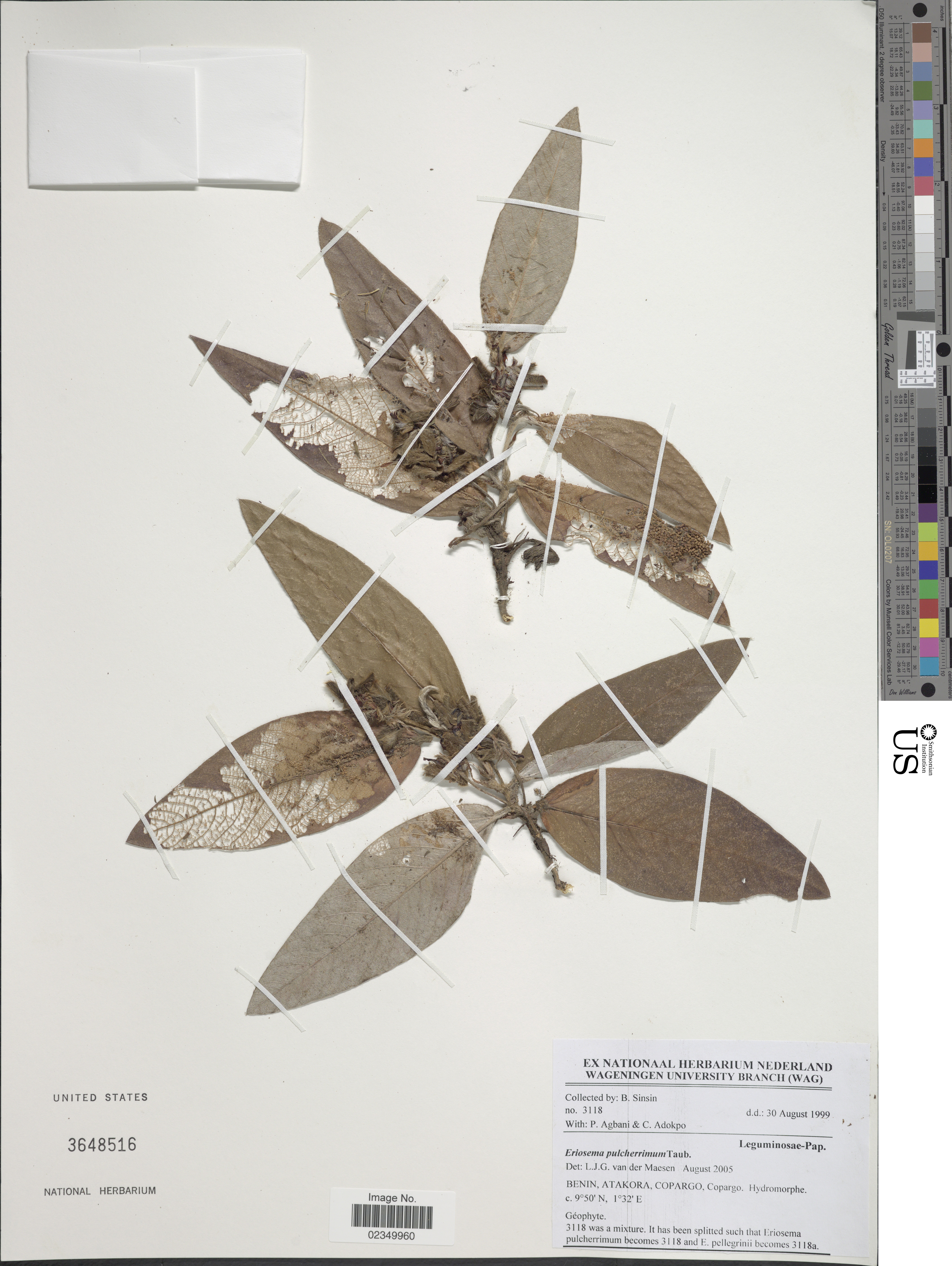
Eriosema pulcherrimum.
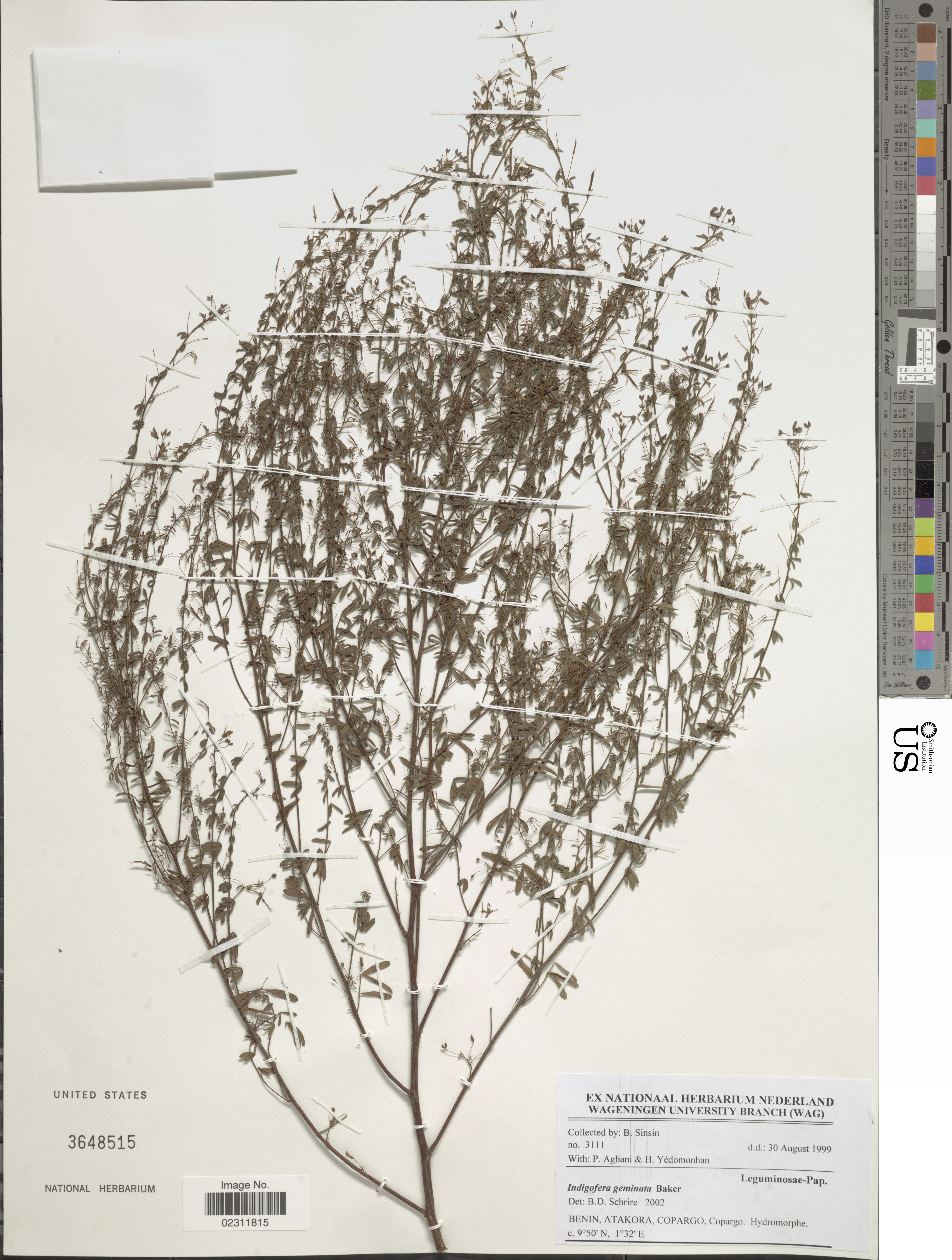
Indigofera geminata.

## Population
Lors du recensement de 2013 (RGPH-4), la commune comptait 70 938 habitants.
La commune est majoritairement peuplée du groupe socioculturel Tanéka ou  Tanéwa, Tangba ou encore Tongba qui parle le yom, une langue oti-volta. Ce groupe constitue 89 % de la population de la commune de Copargo. 

## Langues
Les langues les plus parlées à Copargo sont: le Yom, Ditammari, Dendi et le Lokpa.

## Administration

### Subdivision en arrondissements
La commune compte 4 arrondissements :
- Anandana
- Copargo
- Pabégou
- Singré

### Quartiers et villages
Copargo est aussi subdivisée en 27 villages et plusieurs quartiers.

## Tourisme

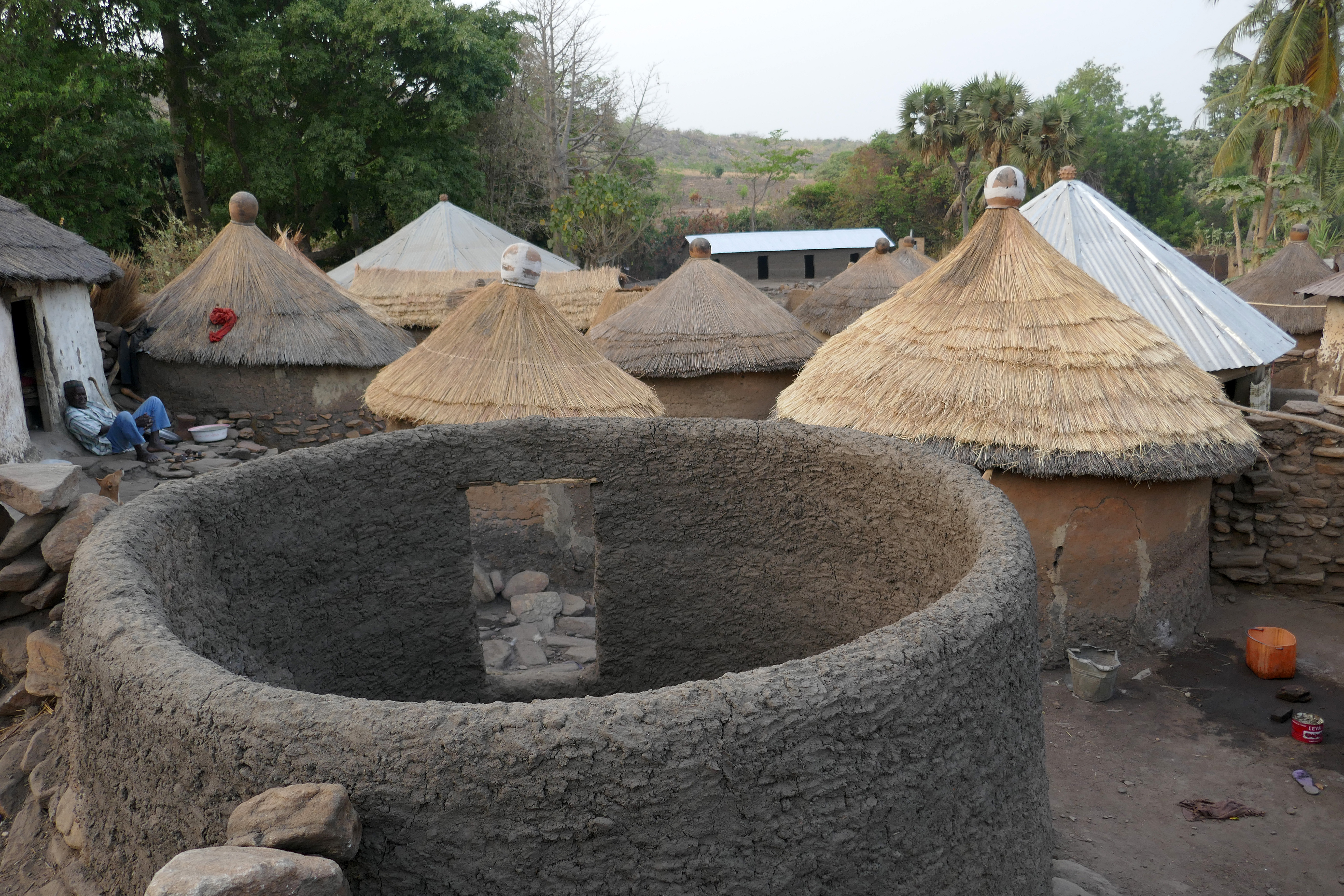
Toits de Tanéka

L'architecture des maisons des villages de Tanéka Koko et Tanéka Béri attire les touristes : elles sont appelées les cases rondes et leur toit fait de chaume est surmonté d'un canari. Ce sont également des villages très traditionnels dont les habitants pratiquent toujours les cérémonies et les rituels telles que les cérémonies d'initiation qui ont lieu tous les 5 ans.

## Jumelage

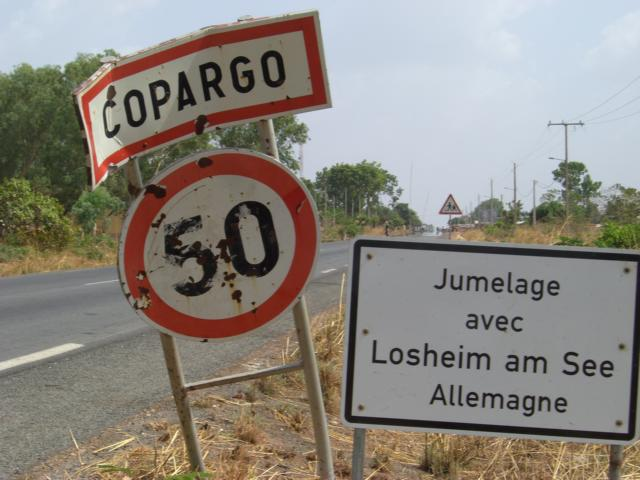
Plaque indiquant le lieu

Copargo est jumelée avec la ville allemande de Losheim am See en Sarre.